# Michel Ancel
Michel Ancel (pronunciación en francés: /miʃɛl ɑ̃sɛl/; Mónaco, 29 de marzo de 1972) es un director y diseñador de videojuegos francés que trabaja para Ubisoft. Caballero de la Orden de las Artes y las Letras. Inicialmente trabajó como ilustrador para los juegos de computadora de Nicolas Choukroun, pero saltó a la fama como el creador del juego de fantasía Rayman (1995), que generó numerosas secuelas y reinicios, incluido Rayman 2: The Great Escape (1999), supervisado personalmente por Ancel, Rayman Origins (2011) y Rayman Legends (2013). El diseñador también mereció crédito como el creador del juego periodístico Beyond Good & Evil (2004) y la adaptación de la película de Peter Jackson King Kong (2005).
En su mayoría aclamados por la crítica, los juegos de Ancel tienen un parecido estético con las películas de Walt Disney y Studio Ghibli. El diseñador se ganó el apelativo de «Shigeru Miyamoto francés», aunque rechazó afinidades con el creador japonés. Durante su carrera, el creador de Rayman trató de crear producciones relacionadas estéticamente con el arte del cine, aunque no abusó de las cinemáticas, dejando el tema de la creación de mundos a la espontaneidad de los jugadores.

## Biografía
Michel Ancel nació el 29 de marzo de 1972 en Mónaco. Su padre, Jean-Claude Ancel, era entonces soldado en el ejército francés, mientras que su madre, Brigitte Ancel, procedía de Argelia. Ancel tenía tres hermanos: la hermana mayor Sophie, la hermana menor Isabelle y el hermano Philippe. En 1977, la familia de Ancel se mudó a Lyon, pero debido al vecindario hostil, se mudaron a Nancy en 1980 y se mudaron a Túnez en 1983. Fue entonces cuando Ancel se familiarizó por primera vez con los videojuegos, recibiendo un Atari 2600 de su padre. A la edad de 14 años, Ancel y su familia regresaron a Francia, porque la situación política no les favorecía (golpe de Estado en Túnez).
El joven Ancel mostró un interés creciente en la cultura pop. Estuvo muy influenciado por las películas Midnight Express y Blade Runner, así como por el álbum de música The Wall de Pink Floyd y la trilogía literaria El Señor de los Anillos. Sin embargo, Michel Ancel se lo debe sobre todo a su tío, que era de origen beduino y que le inculcó el interés por la naturaleza y la ecología.

### Primeros proyectos (1987-1992)
En 1987, Michel Ancel, que se estableció en Montpellier, recibió su primera computadora, la Atari ST. Interesado en las posibilidades de esta máquina, el futuro creador de Rayman pasó mucho tiempo hojeando revistas especializadas y programando en BASIC. En 1988, Ancel se asoció con Nicolas Choukroun, un empleado del estudio Lankhor. A los efectos del juego de arcade planificado de Choukroun llamado Mechanic Warriors, Ancel hizo gráficos meticulosos, pero Lankhor abandonó el prometedor proyecto en favor del juego de aventuras prioritario Maupiti Island (1990), y un intento de venderlo a Ére Informatique no tuvo éxito.
Mientras tanto, la creciente editorial Ubisoft buscaba desarrolladores prometedores. El 1 de marzo de 1989, Choukroun y Ancel firmaron un contrato con los ejecutivos de Ubisoft para desarrollar The Intruder. Aunque el contacto entre ellos era difícil (Choukroun se fue a París), Ancel proporcionaba regularmente al programador disquetes con archivos que contenían el diseño gráfico. Se suponía que The Intruder era una parodia de los tiradores de estilo R-Type y se hizo con este estilo. Ubisoft lanzó el juego en noviembre de 1989 sin prestarle mucha atención y, como resultado, The Intruder disfrutó de modestas cifras de ventas.
Los dueños de Ubisoft, los hermanos Guillemot, no se han olvidado del debut de Ancel. A petición de ellos, Ancel viajó a Bretaña, donde conoció a los trabajadores de la fábrica en un castillo situado en la localidad de Carentoir. Después de la reunión, fue declarado formalmente empleado de Ubisoft, lo que le permitió independizarse económicamente de sus padres y dejar la escuela secundaria. Continuó su colaboración con Choukroun, que resultó en la creación del juego de rompecabezas The Teller, para el cual rediseñó la obra de arte. Cuando se lanzó en el Atari ST en el otoño de 1990, recibió críticas positivas en la prensa especializada, pero no tuvo éxito comercial.
El 8 de junio de 1990, los ejecutivos de Ubisoft firmaron un contrato con Choukroun y Ancel para desarrollar otro juego llamado Pick 'n Pile. Aunque Choukroun lo había programado previamente él mismo, su diseño carecía de la delicadeza necesaria sin la obra de arte adecuada. Ancel diseñó la obra de arte, luego de lo cual ambos colaboradores firmaron contratos para dos pistas más, Le Jeu de Bêtes y Adam et Eve. Sin embargo, el desarrollo de ambos juegos evitó que los creadores tuvieran que cambiar de sede, ya que el castillo de Carentoir fue declarado monumento histórico. Este inconveniente fue compensado por Ancel firmando un contrato de trabajo permanente con Ubisoft a principios de 1991.
El futuro diseñador de Rayman tuvo que mudarse a unas nuevas instalaciones en Redon, donde estuvo involucrado en el desarrollo de la adaptación de Star Wars para Game Boy, entre otras cosas . Mientras tanto, se familiarizó con el juego Another World de Éric Chahi, quedando profundamente impresionado por este proyecto esencialmente individual. Cuando los jefes de Ubisoft exigieron que sus nuevos empleados se mudaran a París, Ancel rescindió su contrato de trabajo, argumentando que su decisión no se conformó con crear adaptaciones.

### Rayman(1995)
Renunciar a un trabajo permanente en Ubisoft no significó que Ancel renunciara a la cooperación con la etiqueta. Estaba trabajando en su propio proyecto que usaría una técnica de animación de objetos llamada ray casting, es decir, simulando el espacio tridimensional a través de objetos bidimensionales. De ahí el nombre posterior del personaje que iba a ser el personaje principal del propio juego de Ancel: Rayman. El trabajo futuro de Ancel se inspiró en el estilo de dibujos animados de las películas animadas y, en términos de jugabilidad, se suponía que se parecía más a Ghosts 'n Goblins que a Mario Bros. La principal diferencia entre Rayman y los juegos del fontanero bigotudo consistían en que en el trabajo de Ancel, el héroe iba adquiriendo habilidades de forma paulatina, a medida que completaba etapas posteriores del juego. El objetivo del jugador era derrotar al misterioso Mr. Dark, que secuestró luciérnagas (llamadas Electoons en el juego), y en el clímax del juego, secuestró al hada Betilla que acompañaba a Rayman en algunos de los niveles.
En 1992, Ancel trajo el documento terminado con el proyecto del juego a la sede de Ubisoft. El proyecto fue recibido con aprobación y Ancel fue nombrado su director. Fue asistido por el cocreador del personaje principal, Frédéric Houde, quien siguió siendo su colaborador durante mucho tiempo. Rayman, estrenado en el otoño de 1995 (después de una producción de tres años) para la versión de PlayStation, fue recibido positivamente tanto por los jugadores como por los críticos. Según estimaciones de la FNAC, la producción del estudio vendió 400.000 copias.

### Rayman 2yTonic Trouble(1999)
Cuando Nintendo lanzó su juego de plataformas en 3D bajo el título Super Mario 64 en 1996 , el objetivo de Ancel se convirtió en crear una secuela de Rayman con una mecánica similar. El proyecto tridimensional de Rayman 2, llevado a cabo en el estudio Ubisoft Montpellier, volvió a ser asumido por Ancel, esta vez como director de arte. Al mismo tiempo, se estaba trabajando en el juego 3D Tonic Trouble, cuyos creadores fueron Ancel, Houde y Serge Hascoët. Tonic Trouble y Rayman 2 se lanzaron el mismo año, 1999, pero su recepción fue diferente. Rayman 2 expandió la mitología de la franquicia con nuevos personajes, incluido el tonto compañero del protagonista, Globox, y la trama del juego se centró en salvar al mundo de un grupo de invasores llamados Robopirates. Rayman 2 recibió elogios generalizados tanto en la prensa de habla inglesa como en el país de producción, donde la revista local Génération 4 lo consideró «uno de los mejores juegos de plataformas para computadora personal». Por otro lado, Tonic Trouble, cuyo héroe Ed tenía la tarea de restaurar el orden en su mundo perturbado por su descuido, fue menos bien recibido por los medios de la industria; Ben Stahl de GameSpot afirmó que «si este juego es recordado, es solo porque no es Rayman 2».

### Beyond Good & Evil(2004)
El universo de Rayman creció con partes posteriores (incluyendo Rayman M y Rayman 3), pero Ancel no estuvo directamente involucrado en su creación. En cambio, centró su atención en producir otro juego de acción en 3D ambientado en una sociedad autoritaria. Sus autoridades argumentan sus represiones con la necesidad de defenderse de los extraterrestres. El personaje principal de Beyond Good & Evil, la periodista Jade, junto con un jabalí llamado Pey'j, intenta averiguar las verdaderas razones de la existencia del régimen militar. Beyond Good & Evil no solo contenía alusiones al malestar social surgido tras los atentados del 11 de septiembre de 2001, sino que también contenía un tono anárquico. Aunque el juego no tuvo éxito comercial, fue ampliamente elogiado tanto por sus gráficos como por su historia. David Adams de IGN escribió que los «temas de corrupción militar y mediática de Beyond Good & Evil son sorprendentemente sofisticados y relevantes».

### King Kong(2005)
En enero de 2004, Michel Ancel conoció al director neozelandés Peter Jackson, que dirigía la nueva versión de King Kong (1933) de Merian C. Cooper y Ernest B. Schoedsack. Se planeó un juego de computadora basado en la película y Jackson esperaba que Ancel fuera el director del juego. Ludic King Kong se decidió por la idea de contar la acción del juego desde dos puntos de vista diferentes: el físicamente débil Jack Driscoll y el gorila titular. Al mismo tiempo, la adaptación de la película carecía de escenas cinemáticas tradicionales, y los eventos del original fueron representados por el propio motor gráfico. King Kong fue recibido positivamente por los revisores.

### Regreso a la serieRayman
Mientras Ubisoft producía nuevos juegos con licencia de Rayman, como Rayman Raving Rabbids en 2006, Ancel estaba a punto de crear una secuela de King Kong, así como otro proyecto relacionado con la franquicia de Rayman. Sin embargo, el juego Rayman Adventures que el director había planeado quedó en suspenso debido a la producción de Raving Rabbids, por lo que el diseñador no estaba contento. Fue solo en 2009 que Ancel recibió el permiso de Ubisoft para implementar un juego que regresaría a las raíces de la serie. Rayman Origins, dirigida por Ancel, tuvo como objetivo transformar los elementos icónicos de la serie en un nuevo todo, con una hebilla compositiva en forma de sueño de los personajes principales. El juego permitía a los jugadores jugar multijugador en una pantalla. Al mismo tiempo, estaba impulsado por el motor patentado UbiArt, que permitía la creación de entornos de dibujos animados de varias capas con animación fluida.
En la Electronic Entertainment Expo de junio de 2010, se mostró un tráiler que mostraba el nuevo estilo de animación, así como el nacimiento de Rayman, quien estaba soplando la diminuta falda de su creador Betilla. Este controvertido material no se incluyó en el contenido real del juego, pero las ninfas (comenzando con Betilla) que Rayman libera seguían siendo objeto de una sexualización de gran alcance en el juego real. Sin embargo, esto no cambió el hecho de que Rayman Origins fue muy bien recibido por los medios de la industria, y Michel Ancel recibió un premio BAFTA por ello en la categoría de logros artísticos.
En 2013, Ancel también completó el trabajo en la próxima entrega de la serie llamada Rayman Legends. La producción de Ubisoft Montpellier, con una trama suelta esbozada, era una secuencia de niveles rítmicos que, controlando a uno de tantos personajes, el jugador completaba al compás de la música. En Rayman Legends, el jugador también supera los niveles individuales con la ayuda de un personaje que no es jugador, Murfy, que parece una rana. Rayman Legends recibió elogios generalizados y obtuvo una serie de críticas positivas.
En julio de 2014, Ancel fundó un nuevo estudio llamado Wild Sheep, que operaría en Ubisoft. Como parte de él, trabajó en el juego Wild ambientado en realidades prehistóricas, que a marzo de 2019 seguía en producción. Al mismo tiempo, también trabajó en Beyond Good & Evil 2, que iba a ser una precuela de los eventos del original.

## Estilo del autor
Michel Ancel es llamado el Walt Disney de los juegos de computadora o «el Shigeru Miyamoto francés», aunque personalmente evitó las comparaciones con el creador japonés, asegurando que en su trabajo presta más atención a la construcción de mundos que a la jugabilidad. Para un director, el proceso de creación de juegos de computadora es similar a trabajar en una película, «con su lenguaje específico, edición, componentes». Ancel, comenzando con King Kong, aprendió a no usar cinemáticas en los juegos, sino a contar la historia a través de sus mecánicas. Señaló a Ghosts'n Goblins como modelo para su trabajo, Heart of Darkness y Another World, y de los juegos japoneses, prestó más atención a Mystical Ninja (1997). Entre las películas que más influyeron en la estética de los juegos de Ancel, el director mencionó las producciones de Studio Ghibli, especialmente las producciones de Hayao Miyazaki.
Tom Phillips, al entrevistar al diseñador, declaró: «La transparencia es importante para Ancel: un equipo sólido a su alrededor y una formación técnica que le permitirá expresarse de la manera más rápida y completa posible». En cuanto a las emociones, según Ancel, deben resultar de acciones espontáneas del jugador, no de un escenario calculado. Por lo tanto, según el diseñador, Journey (2012) es mejor como juego que las producciones de Quantic Dream y Naughty Dog. Además, Ancel comparó el proceso de desarrollar juegos de computadora con organizar una fiesta: «No quieres que [los invitados/jugadores] se comporten exactamente como les dices. Quieres que estén en el entorno adecuado donde puedan jugar y disfrutar el uno del otro».

## Órdenes y condecoraciones
En marzo de 2006, Michel Ancel, junto con Shigeru Miyamoto y Frédérick Raynal, recibió la Orden de las Artes y las Letras, siendo uno de los primeros desarrolladores de juegos de ordenador franceses en merecer este galardón.

## Lista de juegos
| Año  | Juego                      | Función                        |
| ---- | -------------------------- | ------------------------------ |
| 1989 | The Intruder               | ilustrador                     |
| 1990 | The Teller                 | ilustrador                     |
| 1990 | Pick ’n Pile               | ilustrador                     |
| 1995 | Rayman                     | creador, diseñador             |
| 1999 | Tonic Trouble              | creador, guionista, ilustrador |
| 1999 | Rayman 2: The Great Escape | creador, guionista, ilustrador |
| 2003 | Beyond Good & Evil         | director, guionista, diseñador |
| 2005 | Peter Jackson's King Kong  | director creativo, diseñador   |
| 2011 | Rayman Origins             | director                       |
| 2013 | Rayman Legends             | director                       |